# Апоспория

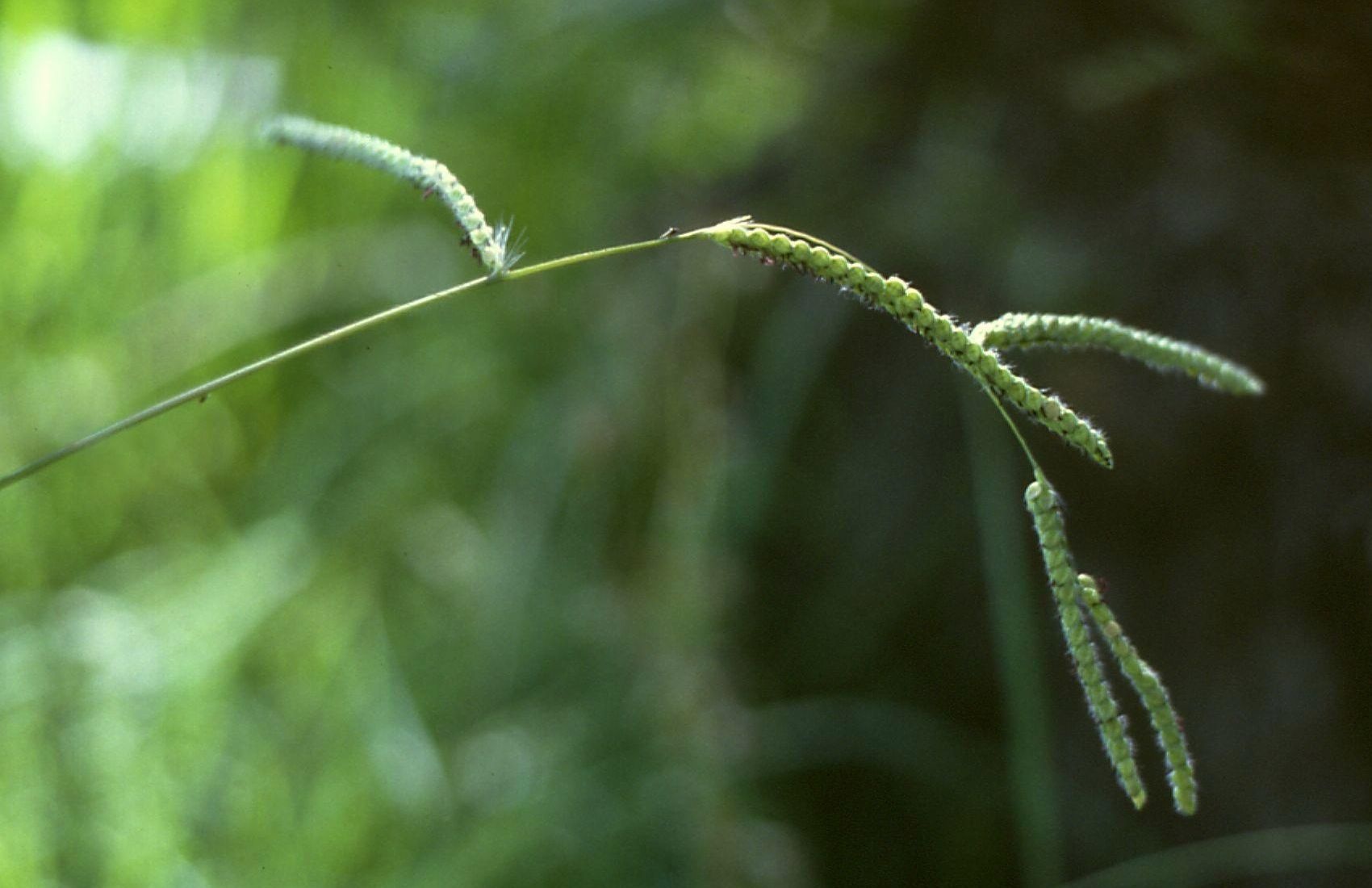
Апоспория у злаковых растений

Апоспория (от греч. апо… «сначала» и sporá — «семя») — способ размножения, при котором происходит устранение спор из цикла развития организма.

## Примеры
Апоспория встречается у некоторых папоротников, причём на листьях их вместо спор развиваются непосредственно заростки из ткани листа или ножки спорангия. Наблюдается также у некоторых высших растений: в данном случае апоспория также заключается в развитии гаметофита из вегетативных клеток спорофита без спорообразования. У некоторых покрытосеменных растений (например, злаковые) апоспория выражается в том, что зародышевый мешок развивается из клеток нуцеллуса без стадии редукционного деления (мейоза).